# Mesocriconema kirjanovae
Mesocriconema kirjanovae (syn. Criconemoides kirjanovae) is een rondwormensoort uit de familie van de Criconematidae. De wetenschappelijke naam van de soort is voor het eerst geldig gepubliceerd in 1962 door Andrássy.